# Bas les masques (film)
Pour les articles homonymes, voir Bas les masques.
Bas les masques (Deadline U.S.A.) est un film américain réalisé par Richard Brooks sorti en 1952. Le scénario du film a été novelisé sous le même titre par James Eastwood en 1953 (Série noire no 163).

## Synopsis
Le rédacteur en chef de The Day, Ed Hutcheson, apprend que son journal doit être vendu sous 48 heures au propriétaire d'un tabloïd, The Standard, qui n'a d'autre but que de fermer un concurrent. Au même moment, il apprend que Sally Gardiner a été assassinée et que le parrain de la ville, Tomas Rienzi, semble mêlé à ce meurtre. Les révélations de The Day retournent Margaret Garrison, la propriétaire du journal, qui voudrait interrompre la vente: Mais elles déclenchent aussi la fureur de Rienzi qui veut faire taire le quotidien par tous les moyens. Le frère de Sally vient au journal et explique ce qui s'est passé mais il est enlevé et abattu par de faux policiers au service de Rienzi sans avoir pu signé son témoignage. Les audiences de justice sont l'occasion d'un plaidoyer de Hutcheson pour une presse indépendante et plurielle, mais ne peuvent annuler la vente, le contrat étant régulier. Hutcheson revient au journal pour boucler la dernière édition, et y trouve la mère de Sally qui lui remet le journal écrit par sa fille, qui démontre la culpabilité de Rienzi. La dernière une de The Day accusera Rienzi en citant ce document. À Rienzi qui le menace de mort s'il publie cet article, Hutcheson répond en lui faisant entendre le bruit de la rotative.

## Fiche technique
- Titre : Bas les masques
- Titre original : Deadline U.S.A.
- Réalisation : Richard Brooks
- Scénario : Richard Brooks
- Costumes : Charles Le Maire
- Production : 	20th Century Fox, Sol C. Siegel, Darryl F. Zanuck
- Musique : Cyril J. Mockridge et (non crédité) Sol Kaplan
- Photographie : Milton R. Krasner
- Durée : 87 minutes Noir et blanc
- Date de sortie : 
  - États-Unis : 14 mars 1952 (première à New York)
- Affiche : Roger Soubie (France)

## Distribution
- Humphrey Bogart (VF : Maurice Lagrenée) : Ed Hutcheson
- Ethel Barrymore (VF : Germaine Kerjean) : Margaret Garrison
- Kim Hunter (VF : Lita Recio) : Nora Hutcheson
- Ed Begley (VF : Pierre Morin) : Frank Allen
- Warren Stevens (VF : Hubert Noël) : George Burrows
- Paul Stewart (VF : Roger Tréville) : Harry Thompson
- Martin Gabel (VF :  Pierre Leproux) : Thomas Rienzi
- Joe De Santis : Herman Schmidt
- Fay Baker : Alice Garrison Courtney

Et, parmi les acteurs non crédités :
- Willis Bouchey (VF : Georges Hubert) : Henry
- Clancy Cooper : Capitaine Finlay
- Joseph Crehan : Un rédacteur
- Harry Harvey : Bill
- Rory Mallinson : Un associé de Rienzi
- Fay Roope (VF : Jacques Berlioz) : Un juge

## Autour du film
À travers cette intrigue, c'est la thématique de la liberté de la presse qui est abordée.

## Extraits
- « A free press is like a free life. It's always in danger »
- « An honest free press is the public first protection against gangsterism, local or international »